# Gigantorhynchus pasteri
Gigantorhynchus pasteri är en hakmaskart som beskrevs av Tadros 1966. Gigantorhynchus pasteri ingår i släktet Gigantorhynchus och familjen Giganthorhynchidae. Inga underarter finns listade i Catalogue of Life.